# Geodis
Geodis S.A. ist ein französisches Transport- und Logistikunternehmen mit Sitz in Levallois-Perret. Mehr als 98 % der Anteile gehören der französischen Eisenbahngesellschaft SNCF. Das Unternehmen ist in 67 Ländern direkt vertreten und hat ein weltweites Netz in mehr als 120 Ländern. Das Unternehmen belegt in Frankreich den ersten, in Europa den sechsten und weltweit den siebten Rang unter den Logistikdienstleistern. Im Jahr 2022 hatte Geodis mehr als 40.000 Mitarbeiter und erwirtschaftete einen Umsatz von 8,4 Milliarden Euro.

## Tätigkeiten
SNCF Logistics besteht aus den Sparten:
- GEODIS: 2008 erworbener Logistikkonzern[3]
- STVA: auf den Transport von Automobilen spezialisierte Gesellschaft
- Fret SNCF: Schienengüterverkehr in Frankreich und in Europa (darunter auch Captrain Deutschland)
- Materialmanagement: besteht aus den Vermietern/Leasinggesellschaften Ermewa (für Güterwagen) und Akiem (für Lokomotiven)

Geodis ist in fünf Geschäftsfeldern tätig: Supply Chain Optimization, Freight Forwarding, Contract Logistics, Distribution & Express und Road Transport.

## Geodis in Deutschland

### Geodis Deutschland

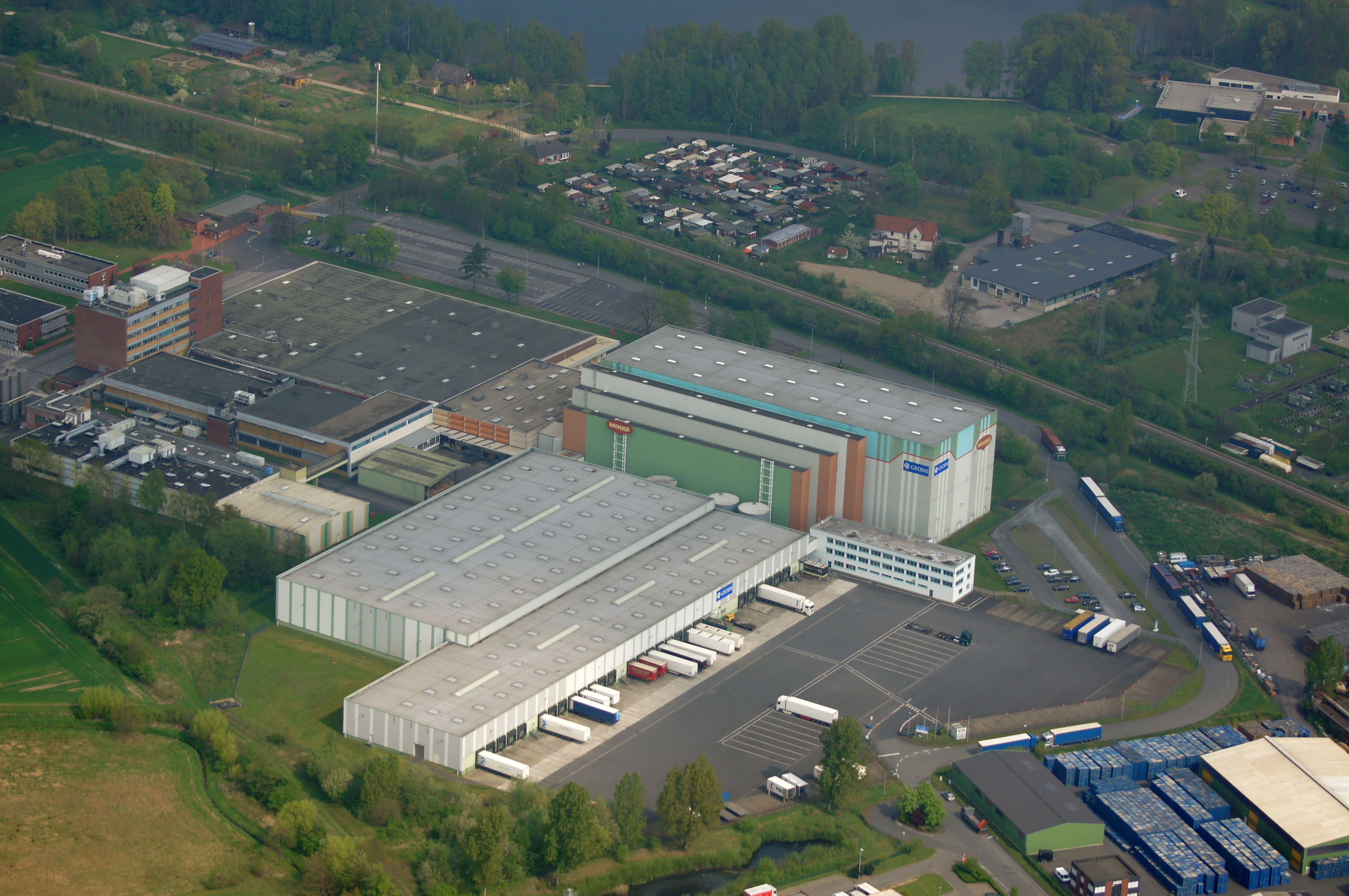
Standort in Lüdinghausen

Geodis ist die Frachtsparte der französischen Staatsbahn SNCF und ein global agierendes Logistikunternehmen, das in über 120 Ländern aktiv ist.
In Deutschland ist Geodis im Jahr 2020 mit 1499 Mitarbeitern vertreten. Die Präsenz erstreckt sich über die Geschäftsbereiche Freight Forwarding, Contract Logistics und Rail Transport. Derzeit gibt es 26 Niederlassungen über ganz Deutschland verteilt, die Hauptniederlassungen sind in Hamburg, Frankfurt und Osnabrück. Weitere Niederlassungen sind unter anderem in Hannover, Berlin, Gladbeck, Lüdinghausen, Oberhausen, Duisburg, Düsseldorf, Kassel, Dresden, Köln, Stuttgart, Nürnberg und München. Die Standorte Nieder-Olm, Böblingen, Dresden, Düsseldorf und Berlin sind vor allem technische Standorte, in denen Roll-Out, Reverse und After-Sales-Logistik angeboten wird.
Im Dezember 2022 wurde trans-o-flex Express von Geodis vollständig übernommen um das Europa-Geschäft weiter auszubauen.
Innerhalb Deutschlands werden folgende Logistikdienstleistungen angeboten:
- Bestandsverwaltung
- E-fulfillment
- Rückführungs-/ Umkehr-/ Rücknahmelogistik für High-Tech
- Ersatzteillogistik für Automobil- und High-Tech Märkte
- FTL/LTL International Transport
- Seefracht, Luftfracht, Breakbulk-Güter, Übergroße Sendungen
- Europe/Asia Rail freight / Europa/Asien Schienenverkehr
- Zollabfertigung

Weiter werden an Dienstleistungen angeboten:
- Zerlegung und Aufbereitung von High-Tech Produkten
- Transport von gefährlichen Gütern (ADR)
- Automatisierte Warenhäuser
- Co-packing, kitting, promotional logistics, repacking

Das Dienstleistungsspektrum des Unternehmens konzentriert sich auf die Branchen Fast Moving Consumer Goods, Retail sowie High-Tech, Automotive, Industrial, Aero Space & Defense und Healthcare.

### Geodis Wilson
Eine weitere deutsche Tochtergesellschaft ist die Geodis Wilson Germany GmbH & Co. KG mit Sitz in Hamburg, die ebenfalls als Logistik-Unternehmen tätig ist.